# Gyoran-ji
Le Gyoran-ji (魚藍寺) est un temple bouddhiste situé à 4 Mita, dans l'arrondissement spécial de Minato-ku de Tokyo, au Japon.
Il se trouve sur le côté montagneux de Tsuki no Misaki. Le nom officiel est Suigetsu-in Gyoran-ji (水月院魚藍寺).

## Origine du nom
Le nom a été choisi parce que l'image principale est celle de Gyoran Kanzeon Bosatsu (鱼 蓝 観 世 音 菩萨), dont la figure est une jeune fille avec ses cheveux attachés en un chignon de style chinois (唐様).
Ce qui suit est un conte chinois de l'époque de la dynastie Tang : le bouddha est apparu sous une belle figure de jeune fille qui vend des poissons dans un panier en bambou et propage le bouddhisme. La sculpture a été faite sur la base de cette histoire.